# Fantasy (canción de Autocontrol)
«Fantasy» es una canción de la banda peruano-estadounidense de rock, Autocontrol, compuesta y escrita por el fundador y vocalista de la banda, Arturo Barrientos y Jorge Baglietto, lanzado como segundo sencillo de su primer álbum de estudio, Sueños, publicado en 1987; considerado como una de las mejores canciones de la banda.

## Historia
En 1987, fue elegida la canción del año en "Radio América", y desde entonces se instaló en la memoria colectiva del público, siendo la balada más romántica, cantada a todo pulmón por enamorados y por los que tenían la ‘fantasía’ de un amor.
En una entrevista por el diario peruano El Comercio, Arturo Barrientos, contó que cuando vivía en New Jersey, en el año 1985, en esa época sonaba muy fuerte la canción ‘We are the world’ y le gustaba el mensaje de la canción que se le ocurrió la idea de escribir un tema que hablara de la vida.